# Oberleupten
Oberleupten ist ein Ortsteil von Nobitz im thüringischen Landkreis Altenburger Land ungefähr 5 km südlich der Skat- und Residenzstadt Altenburg.

## Geographie
Angrenzende Orte sind im Uhrzeigersinn von Nordwesten beginnend Kotteritz, das 2 km entfernte Nobitz, Niederleupten, Klausa, Hauersdorf und Priefel als Ortsteile der Gemeinde Nobitz, sowie westlich der Ortsteil Ehrenberg der Stadt Altenburg mit der Ortslage Stünzhain.

## Geschichte

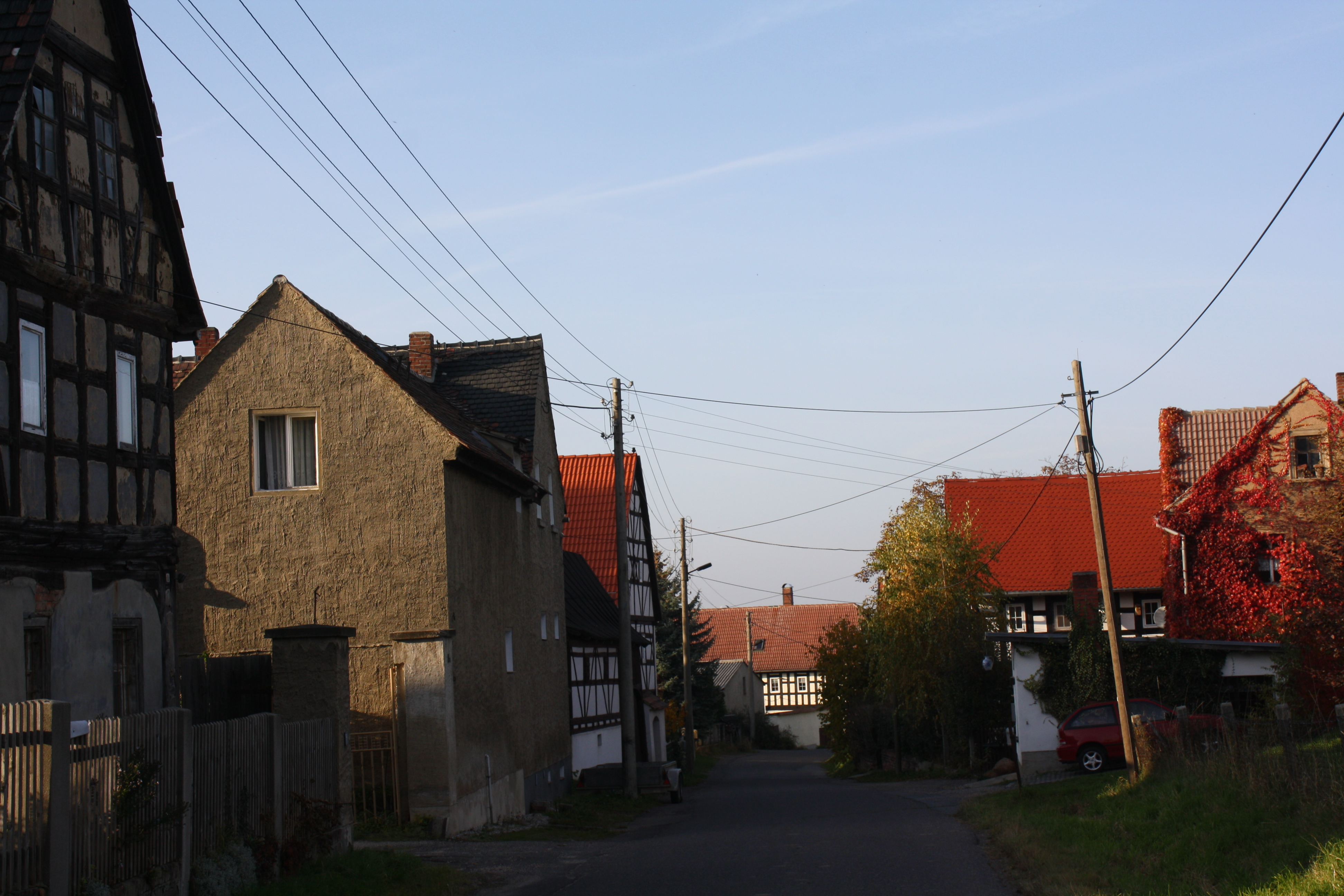
Ortsansicht

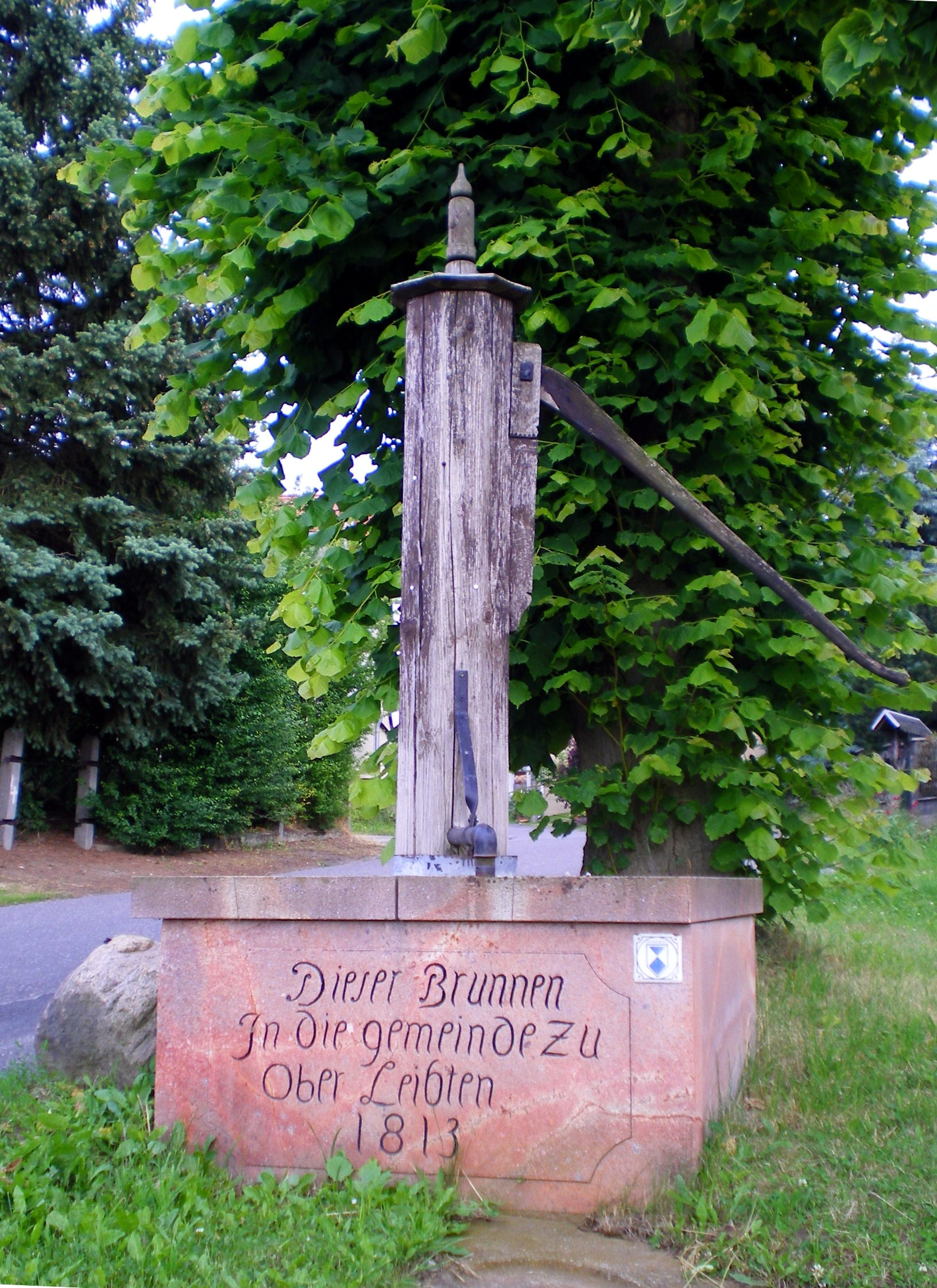
Denkmalgeschützter Brunnen

Um 1200 wurde das Dorf als „in alio Lipen“ bezeichnet, bis 1445 hatte sich der altsorbische Name „Lipan“ eingebürgert, der so viel wie die an der Linde Wohnenden bedeutet. Damals hatte der Ort zehn besetzte Höfe, heute existieren noch sieben. Das im Ort befindliche Lehngut der Burggrafen von Altenburg wurde im beginnenden 14. Jahrhundert dem Bergerkloster zu Altenburg abgetreten.
Später gehörte der Ort zum wettinischen Amt Altenburg, welches ab dem 16. Jahrhundert aufgrund mehrerer Teilungen im Lauf seines Bestehens unter der Hoheit folgender Ernestinischer Herzogtümer stand: Herzogtum Sachsen (1554 bis 1572), Herzogtum Sachsen-Weimar (1572 bis 1603), Herzogtum Sachsen-Altenburg (1603 bis 1672), Herzogtum Sachsen-Gotha-Altenburg (1672 bis 1826). Bei der Neuordnung der ernestinischen Herzogtümer im Jahr 1826 kam der Ort wiederum zum Herzogtum Sachsen-Altenburg.
Nach der Verwaltungsreform im Herzogtum gehörte Oberleupten bezüglich der Verwaltung zum Ostkreis (bis 1900) bzw. zum Landratsamt Altenburg (ab 1900). Das Dorf gehörte ab 1918 zum Freistaat Sachsen-Altenburg, der 1920 im Land Thüringen aufging.
Am 1. Juli 1950 wurden die bis dahin eigenständigen Gemeinden Dippelsdorf, Hauersdorf und Priefel eingegliedert. Bei der zweiten Kreisreform in der DDR wurden 1952 die bestehenden Länder aufgelöst und die Landkreise neu zugeschnitten. Somit kam der Ort mit dem verkleinerten Kreis Altenburg an den Bezirk Leipzig.
Am 1. Januar 1973 wurde Dippelsdorf in die Gemeinde Ehrenhain umgegliedert. Der Kernort Oberleupten kam zusammen mit den Orten Priefel und Hauersdorf zur Gemeinde Nobitz. Im Jahr 1990 kam Oberleupten als Ortsteil von Nobitz mit dem Landkreis Altenburg, der 1994 im Landkreis Altenburger Land aufging, zu Thüringen.
Ursprünglich war der Ort ein Sackgassendorf. Im Ortszentrum befindet sich in unmittelbarer Nähe zum Löschwasserteich der Gemeindebrunnen aus dem Jahre 1813, der beschädigt und deshalb neu gestaltet wurde. Er besteht jetzt aus Rochlitzer Porphyr. Rund um den Teich befinden sich mehrere Vierseithöfe in Fachwerkbauweise.

## Verkehr
Die nächstgelegene Anschlussstelle der A4 ist Glauchau-Ost und liegt ungefähr 15 km entfernt. Die Bundesstraße 180 verläuft 1 km östlich des Ortes. Etwa 2 km nordöstlich von Oberleupten befindet sich der Flughafen Leipzig-Altenburg.